# 248 a.C.

## Eventos

Império Selêucida entre 200 e, mostrando a região onde surgiu o Império Parta

- Décimo-sétimo ano da Primeira Guerra Púnica.
- Caio Aurélio Cota, pela segunda vez, e Públio Servílio Gêmino, também pela segunda vez, cônsules romanos[1].
- 133a olimpíada; Símilo de Neápolis foi o vencedor do estádio.[2]
- Durante esta olimpíada,[Nota 1] os partas se revoltam contra os macedônios, seu primeiro rei foi Ársaces, de onde deriva o nome da dinastia arsácida.[2]